# دوچرخه‌سواری در ایران

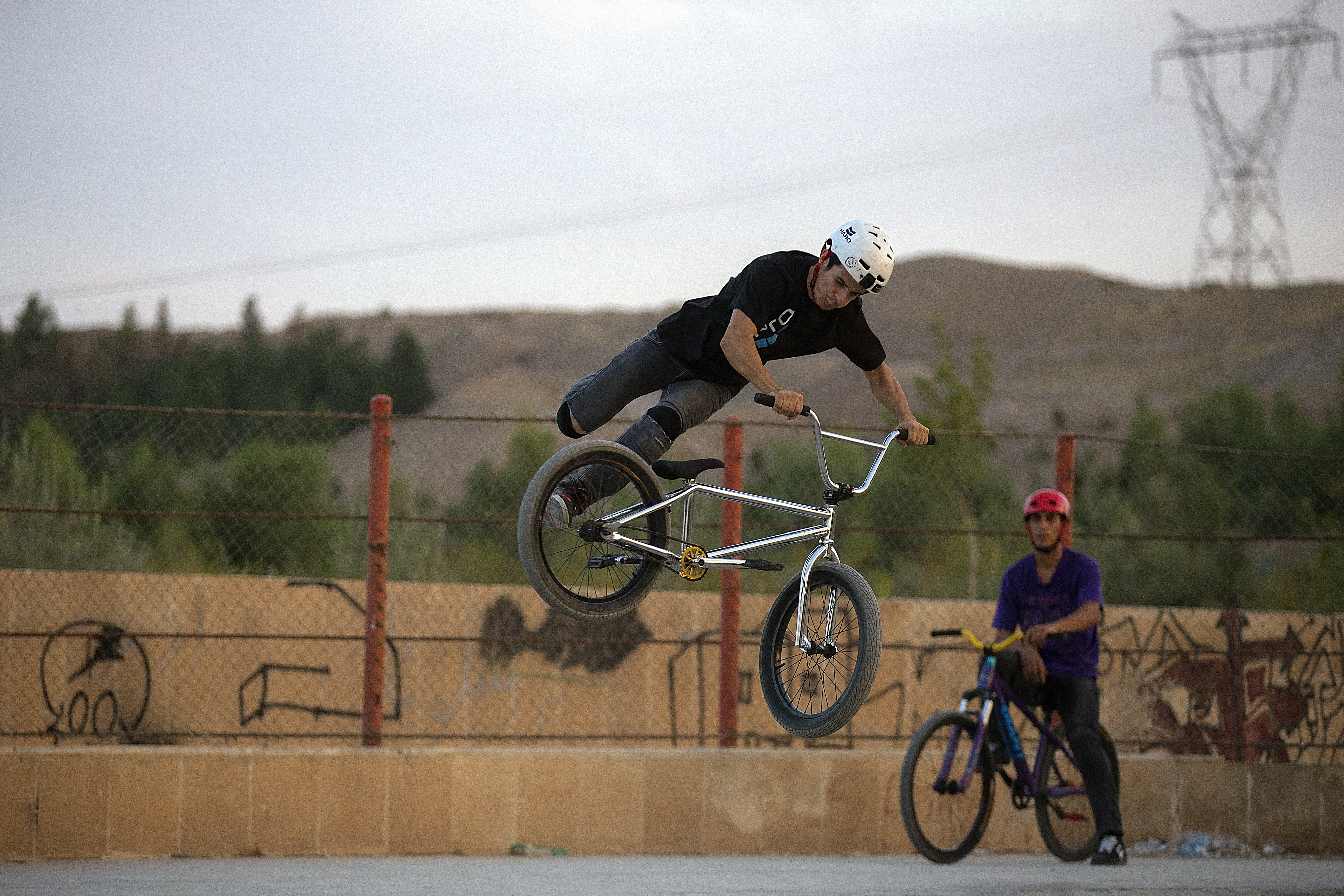
دوچرخه‌سواران بی‌ام‌اکس در ایران

دوچرخه‌سواری در ایران به پیشینه و محدودیت‌های دوچرخه‌سواری در این کشور، می‌پردازد. برای نخستین‌بار، در دورهٔ قاجاریان بود که دوچرخه‌سواری در ایران وارد شد اما در دوران پهلوی و در در سال ۱۳۲۴ بود که نخستین نهاد دوچرخه‌سواری ایران، بنیان‌گذاری شد و فدراسیون دوچرخه سواری‌ای در این کشور، پدید آمد تا کنترل رشته‌های وابسته را در این کشور، به‌دست گیرد.
در دوران جمهوری اسلامی، دوچرخه اسلامی در ایران بسیار مورد توجه بوده است و تلاش شد تا در جهت کاهش میل جنسی مردان مسلمان ایرانی به زنان دوچرخه‌سوار، دوچرخه‌هایی، طراحی و تولید شود. کم‌کم، روحانیت ایران، دوچرخه‌سواری زنان را تنها در محیطی بسته و در مکانی که در معرض دید نامحرم نباشد، مجاز اعلام کرد. سامانه‌های دوچرخه اشتراکی نیز در میانه‌های دههٔ ۱۳۹۰، در این کشور راه افتادند که گاه در هنگام تظاهرات، جمع‌آوری شدند؛ این سامانه‌ها، از دید برخی رسانه‌ها، شکست خوردند و چرایی آن نیز، نداشتن زیرساخت شهری مرتبط در ایران، بود. اعلام شده است که در این دوران، انگیزه‌ای جدی برای ایجاد چنین زیرساختی، نبوده است؛ با این حال، در شهرهایی در ایران نیز، مسیرهایی برای دوچرخه ساخته شده است. هرچند که گسترده نیست.

## پیشینه

### قاجار
برای نخستین‌بار، در دورهٔ قاجاریان بود که کارکنان سفارت انگلیس دوچرخه‌هایی را به ایران آوردند و از آنان، به عنوان وسیلهٔ ترابری بهره‌برداری کردند. مردم ایران، در آن هنگام، کسانی که از دوچرخه بهره می‌بردند را بچه شیطان لقب دادند و عده‌ای از آنان نیز باور داشتن جن و پری‌ها، در جنبش چنین وسیله‌ای، دخالت دارند. نخستین کسی که در این کشور، با ایجاد مغازهٔ فروش دوچرخه و کرایه‌دادن آن وسیله، مردم را رسماً با آن آشنا ساخت، حسین آقا شیخ است که در خیابان شمس العماره، چنین کرد و پس از آن هم یک مسیحی با نام دادیک، دومین فروشگاه دوچرخه‌فروشی را بنیان نهاد.

### پهلوی
در سال ۱۳۲۴ بود که نخستین نهاد دوچرخه‌سواری با نام باشگاه دوچرخه سواری، شکل گرفت و در سال بعدی نیز فدراسیون دوچرخه سواری آماتور در ایران، به شکلی رسمی، هدایت و کنترل رشته در ایران را در دست گرفت.

### جمهوری اسلامی

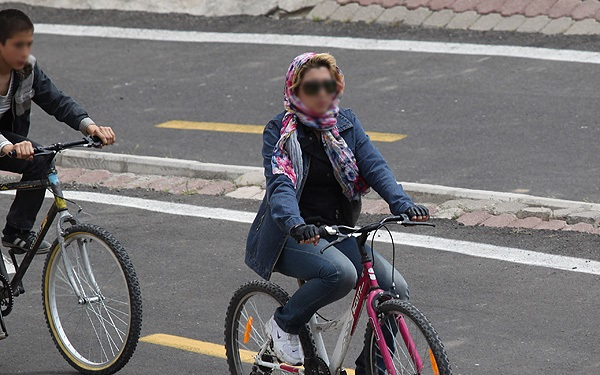
یک زن ایرانی در هنگام دوچرخه‌سواری در سال ۲۰۱۱ میلادی. (عکس از وبگاه خبرگزاری فارس)

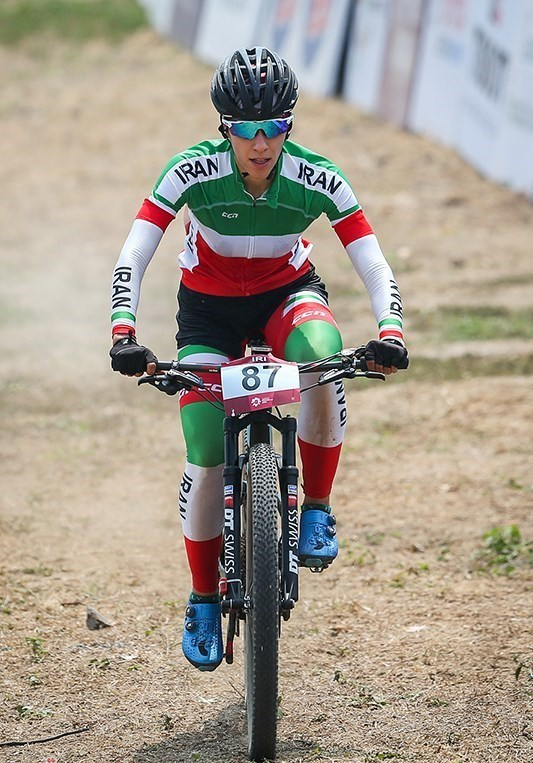
فرانک پرتوآذر، دوچرخه‌سوار حرفه‌ای ایرانی

دوچرخه اسلامی در ایران بسیار مورد توجه بوده است. برای نمونه، در سال ۱۳۸۶، طرح ساخت دوچرخه‌های اسلامی برای بانوان در شهر اراک، ایران، تصویب گردید. یکی از ارائه‌دهندگان این طرح نیز، یک زن ایرانی بود و گفت که: «این دوچرخه به‌گونه‌ای طراحی شده است که کابین اطراف آن به‌طور کامل نیمی از بدن بانوان را می‌پوشاند».
در آبان ۱۳۹۰، رئیس هیئت مدیره یکی از شرکت‌های طراح دوچرخه بانوان ایرانی، در گفت‌وگویی با تابناک، رسانهٔ ایرانی، اعلام کرد که «برای طراحی چنین دوچرخه‌ای، چهار ماه وقت صرف شده تا مشکلات شرعی که برای دوچرخه عنوان می‌شد، رفع شود و با توجه به نیازهای جسمی بانوان، یک تغییر عمده نیز در دوچرخه‌ها صورت گرفت و کمی برقی شده‌اند».
در مهر ۱۳۹۸، مدیرکل دفتر حمل و نقل سازمان شهرداری‌ها و دهیاری‌های ایران، گفت که عمر مدیریت شهری در این کشور، کوتاه‌مدت بوده است و بیشتر نیز به دنبال اقدامات زودبازده بوده‌اند؛ آن هم در هنگامی که گسترش ورزش دوچرخه‌سواری، زمان‌بر و احتمالاً برای سال‌ها، زمان نیاز دارد. وی همچنین اعلام داشت که در حقیقت، هیچگاه انگیزه‌ای جدی برای چنین کاری، وجود نداشته است و هیچ‌گاه ملی به آن، نگریسته نشده است. وی همچنین از نبود عزمی برای ایجاد زیرساختی برای این مورد، گفت. او همچنین گفت که برخی شهرداران ایران، از دوچرخه‌سواری در شهر، «خجالت می‌کشند». همچنین در این سال اعلام شد که برخی شهرها طرح‌هایی برای گسترش این ورزش دارند و برخی نیز مسیرهای دوچرخه‌ای را ساخته‌اند.
گزارشی در بهمن ۱۳۹۹، می‌گفت که برخی، دوچرخه‌سواری بانوان ایرانی را در دیدگان همگان، «نمایش ولنگاری فرهنگی» دانسته‌اند. همچنین در همین سال، محمدتقی تذروی، یکی از عضوهای شورای اسلامی شهر شیراز، اعلام داشت که: «بنابر فتوای مقام معظم رهبری، دوچرخه‌سواری بانوان در معرض دید نامحرم حرام است و از همین رو دوچرخه‌سواری بانوان را تنها در محیط بسته و در مکانی که در معرض دید نامحرم نباشد، مجاز می‌دانم».
در طول تاریخ جمهوری اسلامی، گاه شهرداری تهران برنامه‌هایی برای دوچرخه‌سواری بانوان ایرانی داشت که با حملات گروه حزب‌الله، منتفی شد. در مجلس پنجم جمهوری اسلامی نیز گروهی از نمایندگان مردم در این مورد، سخنانی داشتند؛ کسانی همچون علی زادسر، نمایندهٔ جیرفت، که در اردیبهشت ۷۵ در نطقی، برخی جریان‌های سیاسی را به سعی و تلاش برای گسترش‌دادن «لاابالی گری» متهم کرد؛ او همچنین گفت که «دوست دارند زنان و دختران جوان را در خیابان‌های مرکز جهان اسلام بر روی زین دوچرخه به نمایش بگذارند». اکبر هاشمی رفسنجانی در خرداد ۱۳۷۴، در گفتگویی با مجله آفتابگردان روزنامه همشهری ایران، در مورد محدودیت‌های زنان ایرانی، همچون موارد دوچرخه سواری اعلام کرده‌بود که «من نیز دلم می‌سوزد که دختر بچه‌ها، اصولاً زنها در کشور ما به خاطر مسائل عرفی یک مقدار محدودیت دارند».
به‌عنوان نمونه‌ای از دیدگاه مقامات سیاسی این کشور، سید علی خامنه‌ای در سال ۱۳۷۵، در دیداری با رئیس و معاون‌های سازمان تربیت بدنی ایران گفت که: «دختر تهرانی که در خیابان می‌آید و دوچرخه‌سواری می‌کند، مثل دختر چینی نیست. در زمان مائو که شما به چین می‌رفتید، یا حتی بعد از او هم که ما دیده بودیم، اصلاً نمی‌شد فهمید که این دختر است یا پسر. می‌دانید چینی‌ها به گونه‌ای هستند که درست نمی‌شود تشخیص داد این، زن است یا مرد. لباس آنها هم یک جور بود. آن، اصلاً تبرّج (خودنمایی) نیست؛ امّا این دخترِ شلوار تنگ و لباس چسبان پوشیده، وقتی سوار یک دوچرخه تشریفاتی هم بشود و در خیابان بیاید، این تبرّج است».

## سامانه‌های دوچرخه اشتراکی
«بیدود» در میانه‌های دههٔ ۱۳۹۰، با مشارکت شهرداری تهران با شعار «شهر پاک و سالم» اجرایی گردید و اعلام شد که از این راه، فرهنگ دوچرخه‌سواری را نیز در میان شهروندان تهرانی، گسترش خواهد داد. بنیان‌گذاران بیدود، آن را به عنوان یک سرویس اشتراک‌گذاری دوچرخه معرفی کردند که با در هم آمیختن دوچرخه و اینترنت اشیاء، می‌تواند سفرهای شهری را آسان‌تر سازد. این سرویس، در آذر ۱۳۹۶، در منطقه یک تهران کارش را آغاز کرده و کم‌کم، در دیگر منطقه‌های تهران هم گسترش یافت و در بسیاری از نقاط شهر تهران، باجه‌های بیدود، پدیدار شدند. در طول دو سال، تنها ۳۲ هزار شهروند در این سامانه، ثبت نام کردند. هم‌زمان با اعتراض‌ها به گران شدن بنزین در ایران، ناگهان، دوچرخه‌های بیدود نیز از سطح شهر تهران، جمع‌آوری شد. هرچند که دوباره پس از مدتی طولانی، بازگشتند اما پس از آن، رسانه‌های ایرانی، از بیدود به عنوان طرحی شکست‌خورده یاد کردند و برخی دلیل شکست بیدود را نداشتن زیرساخت شهری، دانستند.

## امکانات و زیرساخت
زیر ساخت‌های دوچرخه سواری شهری با توجه به مدیریت کلان شهرداری با تغییر شهردار در هر دوره دوچار تغییرات اساسی شده است. تأسیس خانه‌های دوچرخه در سال ۱۳۸۸ در تهران برای علاقه مندان دوچرخه سواری و محیط زیست بسیار خوشحال‌کننده بود. همچنین مسیرهای ویژه ای در این دوره برای استفاده از دوچرخه شهروندان در نظر گرفته و ساخته شد. اما بعد از گذشت چند سال پایان فعالیت خانه‌های دوچرخه تهران اعلام شد. دوه‌های مدیریت محمدباقر قالباف و پیروز حناچی را می‌توان زمان‌های شکوفایی زیرساخت‌های دوچرخه سواری در ایران دانست. همچنین اوج توسعه دوچرخه سواری و زیرساخت‌ها را می‌توان در میانه‌های دههٔ ۱۳۹۰ دید. با به کارآمدن سامانه اشتراک دوچرخه‌های همگانی بیدود و تشکیل بسیاری از گروه‌های دوچرخه سواری و حمایت شهرداری تهران از توسعه دوچرخه سواری شهری از اواسط ده ۱۳۹۰ تا اواخر این دهه شاهد بالاترین نرخ توسعه بوده‌ایم. اما با تغییر شهردار و سیاستهای شهرداری، توسعه دوچرخه سواری و سرمایه گزاری شهرداری تهران متوقف شد.
رسانه‌های داخلی ایران، از نبود زیرساخت مربوط در شهرهای این کشور، خبر داده‌اند.

## بخش حرفه‌ای و ملی
در اسفند ۱۳۹۸ رئیس فدراسیون دوچرخه‌سواری ایران اعلام کرد که دست‌کم هشت هزار و ۵۰۰ دوچرخه‌سوار حرفه‌ای در این کشور وجود دارند که یک‌سوم آنان، زنان هستند.